# Albin Planinc
Albin Planinc (* 18. April 1944 in Briše, Gemeinde Zagorje ob Savi; † 20. Dezember 2008 in Ljubljana) war ein jugoslawischer Schachspieler. Nach der Unabhängigkeit Sloweniens ließ er Anfang der 1990er-Jahre seinen Nachnamen Planinc, der in Slowenien und in Kroatien vorkommt, in den eindeutig slowenischen Namen Planinec ändern.

## Leben
Den nationalen Meistertitel errang Albin Planinc 1965 in Novi Sad. Für Aufsehen sorgte sein Sieg beim Vidmar-Memorial-Turnier in Ljubljana 1969, das er vor Svetozar Gligorić gewann. Für diesen Erfolg wurde ihm der Titel Internationaler Meister verliehen. Nach seinem geteilten 2. Platz in Skopje 1971 wurde er Großmeister. Er nahm in den 1970er Jahren an einigen Jugoslawischen Landesmeisterschaften teil, konnte dort allerdings keine nennenswerten Erfolge erzielen. Mit der jugoslawischen Nationalmannschaft nahm er an der Schacholympiade 1974 in Nizza teil, wo er den zweiten Platz erreichte, ebenso bei den Mannschaftseuropameisterschaften 1970 in Kapfenberg und 1973 in Bath. 1970 erreichte er mit der jugoslawischen Mannschaft den zweiten Platz. Sein bestes Ergebnis bei Turnieren im Ausland war der mit Exweltmeister Tigran Petrosjan geteilte Sieg beim IBM-Turnier in Amsterdam 1973. Nach 1979 zog er sich aus gesundheitlichen Gründen (Depressionen) vom Turnierschach größtenteils zurück, sein letztes gewertetes Turnier spielte er 1985. Die letzten Jahre seines Lebens verbrachte er in einer psychiatrischen Klinik in Ljubljana.
Seine letzte Elo-Zahl betrug 2415, seine höchste Elo-Zahl von 2545 erreichte er im Mai 1974. Vor Einführung der Elo-Zahlen erreichte Planinc im Februar 1971 seine beste historische Elo-Zahl von 2628.

## Spielstil
|   | a | b | c | d | e | f | g | h |   |
| 8 |   |   |   |   |   |   |   |   | 8 |
| 7 |   |   |   |   |   |   |   |   | 7 |
| 6 |   |   |   |   |   |   |   |   | 6 |
| 5 |   |   |   |   |   |   |   |   | 5 |
| 4 |   |   |   |   |   |   |   |   | 4 |
| 3 |   |   |   |   |   |   |   |   | 3 |
| 2 |   |   |   |   |   |   |   |   | 2 |
| 1 |   |   |   |   |   |   |   |   | 1 |
|   | a | b | c | d | e | f | g | h |   |

Schlussstellung nach 22. … Dd6–c7+
Planinc pflegte einen spektakulären Angriffsstil und spielte sehr scharfe Eröffnungsvarianten. In guter Form konnte der „Don Quijote des Schachs“, wie er in jugoslawischen Schachkreisen genannt wurde, auch Weltklassespielern gefährlich werden. Seine Partie gegen Rafael Vaganian beim Turnier in Hastings 1974 ist ein bekanntes Beispiel, der österreichische Großmeister Stefan Kindermann bezeichnete sie als einen Triumph der Phantasie. Albin Planinc führte die schwarzen Steine:
1. d2–d4 Sg8–f6 2. c2–c4 c7–c5 3. Sg1–f3 c5xd4 4. Sf3xd4 e7–e6 5. Sb1–c3 Lf8–b4 6. Sd4–b5 0–0 7. a2–a3 Lb4xc3+ 8. Sb5xc3 d7–d5 9. Lc1–g5 h7–h6 10. Lg5xf6 Dd8xf6 11. c4xd5 e6xd5 12. Dd1xd5 Tf8–d8 13. Dd5–f3 Df6–b6 14. Ta1–d1 Td8xd1+ 15. Sc3xd1 Sb8–c6 16. Df3–e3 Sc6–d4 17. De3–e8+ Kg8–h7 18. e2–e3 Sd4–c2+ 19. Ke1–d2 Lc8–f5 20. De8xa8 Db6–d6+ 21. Kd2–c1 Sc2–a1 22. Da8xb7 Dd6–c7+ (siehe Diagramm). Weiß gab auf, weil auf 23. Db7xc7 Sa1–b3 matt folgt. 0:1 Diese Schlussstellung wäre eine seltene Form des Libellenmatts, wobei es nicht unmittelbar in der Brett-Ecke ausgeführt wird.